# Ju 89 (航空機)
ユンカース Ju 89
飛行中の試作初号機
- 用途：爆撃機
- 製造者：ユンカース
- 運用者：ドイツ空軍
- 初飛行：1937年4月11日
- 生産数：2機
- 運用状況：試作のみ

ユンカース Ju 89は、第二次世界大戦に先立ってドイツ空軍のためにユンカース社により開発された重爆撃機である。2機の試作機が製造されたが、量産されること無く開発プロジェクトは放棄された。本機の設計要素は後のユンカース社の航空機に取り入れられた。

## 開発
1933年というドイツ空軍設立の非常に早い時期で、ヴァルター・ヴェーファー将軍（参謀長）は将来の紛争において戦略爆撃というものが果たす役割の重要性に気付いた。その役割を果たすのには、重戦略爆撃機（Langstrecken-Grossbomber）という機種が必要であった。
ウラル爆撃機計画という名の下にヴェーファーはドイツの主要な航空機製造会社であるドルニエ社とユンカース社の2社と長距離爆撃機の要求仕様について秘密裏に折衝を始めた。2社はそれぞれにドルニエ Do 19とユンカース Ju 89を提案し、1935年にドイツ航空省（Reichsluftfahrtministerium 、RLM）は双方の試作機を発注した。RLMは2機の試作機と9機の前量産型を要求したと言われている。
ユンカース社では、エルンスト・ツィンデル技師が設計を担当した。同社のJu 86をベースにした大型の機体に、ユモ211AないしDB600Aエンジンを搭載し、二重翼フラップを装備するという設計だった。
Ju 89とその競作機のドルニエ Do 19の両機の将来は約束されていたが、1936年にヴェーファーが航空機事故で死亡してしまったことで空軍内に起こった方針転換の犠牲になった。彼の後任のエルンスト・ウーデットとハンス・イェションネクは、原材料も工数もそれ程必要としないという理由でより小型の航空機を好んでいた。彼らは急降下爆撃機のユンカース Ju 87を支持しており、敵国の工業力を破壊するよりも近接支援と「戦場」で相対する敵国の空軍力を破壊する政策の支持者でもあった。
ウーデットとイェショネクは第一に陸軍の作戦に直接協力する戦術爆撃機の必要性を強調することによって、ヘルマン・ゲーリングに方針転換の正当性を確信させた。電撃戦の緒戦における戦果によってゲーリングのこの確信は裏付けられたように見えたが、戦略爆撃能力の不足はバトル・オブ・ブリテンでのドイツ空軍の活動に深刻な影響を与えた。

### 試作初号機
1937年4月11日にJu89の試作初号機D-AFIT (V1, c/n 4911)はハッセルバッハ（Hesselbach）の操縦で初飛行したが、それから2週間半後の4月29日にRLMにより2機種の戦略爆撃機の開発はキャンセルされた。この段階でのキャンセルの理由は、重爆撃機の燃料消費量が多いということとユンカース Ju 88の様な中型爆撃機であれば多量に製造できるということであった。試作1号機はユモ211Aエンジンを搭載した。

### 試作2号機

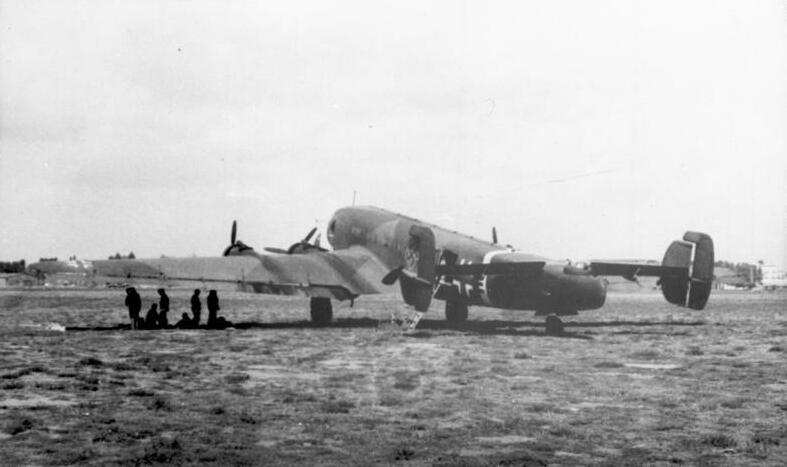
ドイツ空軍で使用されるJu 90

ユンカース社はJu89の試作2号機 D-ALATを1937年7月に完成させた。試作2号機はDB600Aエンジンを搭載した。ユンカース社は2機の試作機で大型機の安定性と操縦性の研究のために飛行テストを続けた。ユンカース社は1938年6月4日に試作2号機で5,000 kgのペイロードを積んで9,312 mの高度（同じペイロードを積んだ英空軍のショート スターリングより4,000 m以上高い高度）に到達し、1938年6月8日には10,000 kgのペイロードを積んで7,242 mの高度に到達するという、2つの積載高度記録を樹立した。

### 試作3号機
試作3号機は開発がキャンセルされた後で組み立てが中止された。テスト期間中にルフトハンザ航空はJu 89派生の旅客機型に興味を示し、ユンカース社は未完成だった試作3号機をユンカース Ju 90として再組み立てした。

### その後
1938年遅くに試作機は2機ともドイツ空軍に移譲され、大型輸送機として使用された。Ju 89の試作機は2機とも1939年末にスクラップにされたが、ある情報では、その翌年にノルウェーで使用されていたとも言われている。

## 諸元 (Ju 89 V2)
- 乗員：9名[1]
- 全長：26.49 m (86 ft 11 in)[1]
- 全幅：35.25 m (115 ft 8 in)[1]
- 全高：7.60 m (24 ft 11 in)[1]
- 翼面積：184 m2 (1,979 ft2)[1]
- 翼面荷重：11.2 kg/m2 (25.4 lb/ft2)
- 空虚重量：17,000 kg (37,480 lb)[1]
- 全備重量：22,800 kg (50,266 lb)[1]
- 最大離陸重量：27,800 kg (61,160 lb)
- 馬力重量比：0.06 hp/lb

- 最高速度：389 km/h（非武装・高度5,000m）[1]

- 実用上昇限度：7,000 m[1]
- 航続距離：2,000 km[1]
- エンジン：ダイムラー・ベンツ DB 600A（960 hp）×4[1]

- 武装　（計画）
  - MG FF 機関砲 x 2
  - MG 151 機関砲 x 2
  - 爆弾 1,600 kg (3,520 lb)